# Gaston de Douville-Maillefeu
Louis Marie Gaston de Douville-Maillefeu (født 7. august 1835 i Paris, død 29. januar 1895 i Hyères) var en fransk greve og politiker. 
Douville-Maillefeu, der var af en gammel adelsslægt, var søofficer indtil 1860 og gjorde blandt andet tjeneste ved Bomarsunds indtagelse 1854 og på toget til Kina 1859. Under Paris’ belejring 1870-71 gjorde han på ny yjeneste som kaptajn. 18. marts 1871 blev han taget til fange sammen med general Clément-Thomas ved det første udbrud af kommunalisternes oprør, men undslap fra at dele hans skæbne. I 1876 valgtes han til deputeretkamret, hvor han siden stadig havde sæde. Han hørte til yderste venstre og gjorde sig kendt dels ved sine livlige afbrydelser og de støjende optrin, han derved vakte, dels ved sin kamp imod statstilskud til kirken. Hans ønske var nemlig en national fransk (gammelkatolsk) frikirke.